# Sergio Gigirey Amado
Sergio Gigirey Amado, conegut pel nom encobert Sergio Botana, és un agent de policia membre del cos de Policia espanyola. El 6 de setembre de 2023 El Salto Diario i La Directa revelaren la seva infiltració en moviments socials, antifeixistes i antirepressius durant uns 7 anys. Forma part de la XXVIII promoció de la Policia Nacional. Només dos mesos més tard, el juliol del 2014, començà la seva militància al Banc d'Aliments de Moratalaz, gestionat per Distrito 14. A la primavera de 2015 s'incorporà a Distrito 14. L'agost de 2020 deixaria el pis a Moratalaz on vivia i començà el seu procés de desconnexió a Distrito 14, que acabà amb la seva sortida el febrer de 2021. Tot i que durant un temps va continuar la seva militància en altres espais, i finalment seria el març de 2023 el darrer contacte visual.

## Infiltració
Sergio Gigirey el 6 de juny de 2014 juraria com a policia a l'Escala Bàsica i el juliol del mateix any començaria l'operació d'infiltració creant les seves xarxes socials. L'estiu de 2014 apareixeria per primera vegada al Banc d'Aliments de Moratalaz i a la primavera de 2015 entraria al col·lectiu antifeixista Distrito 14 començant a treballar a Faborit el maig de 2015. Durant els següents mesos, Sergio Gigirey començà a militar a Distrito 14 i a consolidar relacions personals amb militants del col·lectiu, arribant a treballar a una cafeteria "Faborit" fins al febrer de 2016 amb dues companyes durant uns set mesos i començant una relació amb una companya. Així durant els anys següents, Sergio dedica gran part del seu temps a la militància a Distrito 14, mudant-se al barri de Moratalaz i convivint durant diversos anys amb diverses companyes i companys.
El juny de 2016 començaria una relació amb una companya de feina i també de militància, començant el setembre de 2016 a viure junts. Entre 2016 i 2017 es matricularia en Dret a la UNED i a l'octubre de 2017 acudiria fins i tot a defensar col·legis electorals pel referèndum d'independència a Catalunya a l'Escola Carmel de Barcelona. El maig de 2018 en crear-se el col·lectiu antirepressiu MAR ell hi participaria. Arribant el juny de 2019 en què es presenta a inspector i deixa la UNED. L'agost de 2020 deixa el pis a Moratalaz i comença el seu procés de desconnexió a Distrito 14, que acabarà amb la seva sortida el febrer de 2021. Durant un temps va continuar la seva militància en altres espais, tot i que finalment seria el març de 2023 el darrer contacte visual. El juliol de 2020 finalitza la relació amb la seva llavors companya, i l'agost de 2020 abandona el pis que compartien. El febrer 2021 deixa Distrito 14 i comença a estar actiu en mobilitzacions per Pablo Hasél, deixant MAR el juny de 2021. El març de 2023 seria l'últim moment en què se'l veu en persona fins i tot responent darrere el número de telèfon mòbil fals quan és felicitat pel seu aniversari l'agost de 2023.
El 13 de febrer de 2024 activistes de Madrid aconseguiren descobrir el nou domicili de l'agent de l'infiltrat i organitzaren una encartellada al portal de l'edifici.